# Szfinx (regény)
A Szfinx (Sphinx) Robin Cook 1979-es regénye.
Egy fiatal amerikai egyiptológust, Erica Baront követi nyomon, aki egyiptomi munkaszüneti napján vesz részt az intrikák veszélyes örvényében, miután meglátott egy ókori egyiptomi I. Széti szobrot egy kairói piacon.
Cook harmadik regénye egyike azon keveseknek, amelyek nem az orvostudományra összpontosítanak.
1981-ben a regényt a Szfinx című filmbe adaptálták, Lesley-Anne Down-val Erica és Frank Langella-val Ahmed Khazzan szerepeiben.